# Gangarama

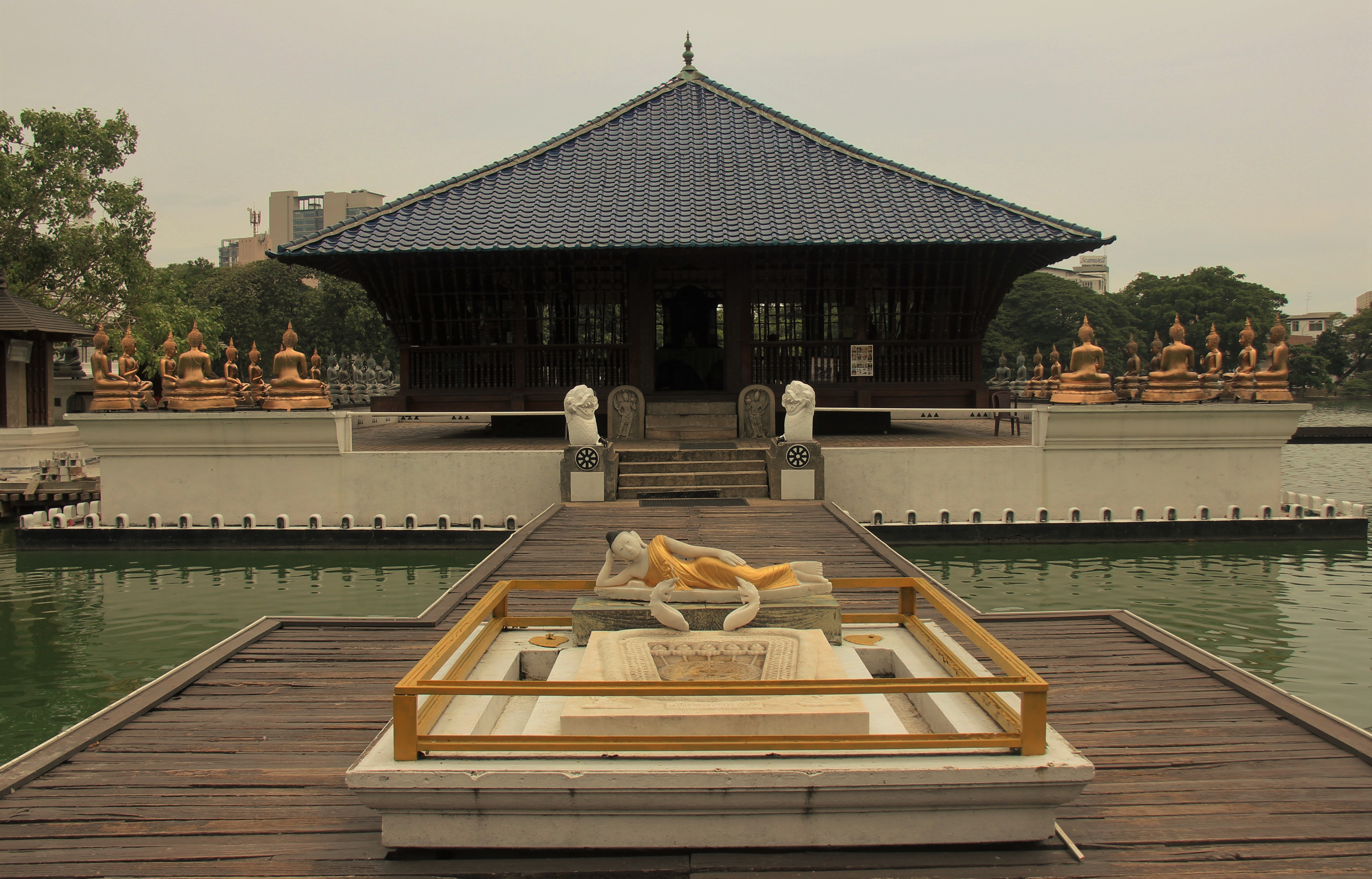
Seema Malaka, en una illa al llac Beira

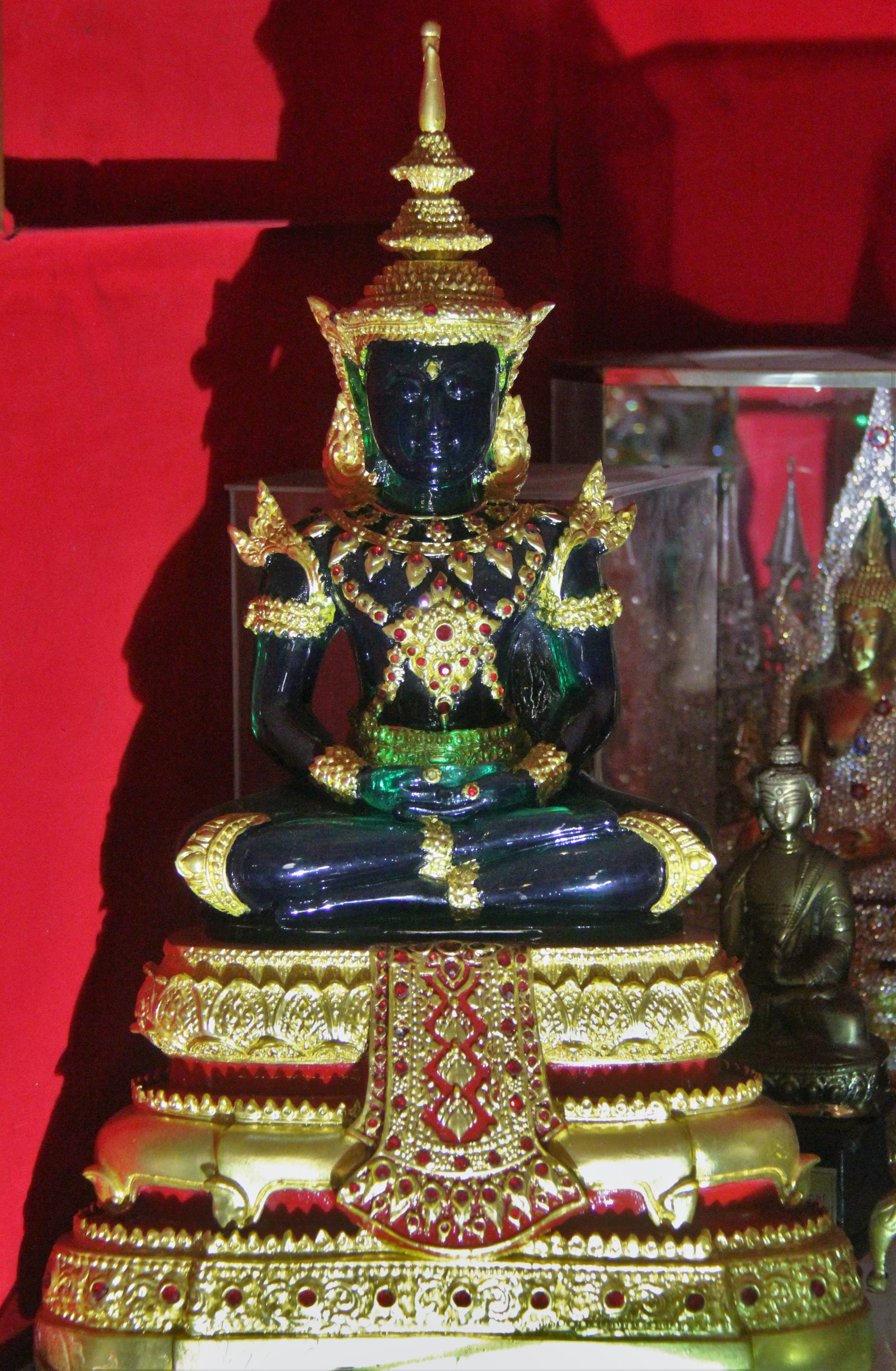
Estàtua de Buda feta de jade, al temple.

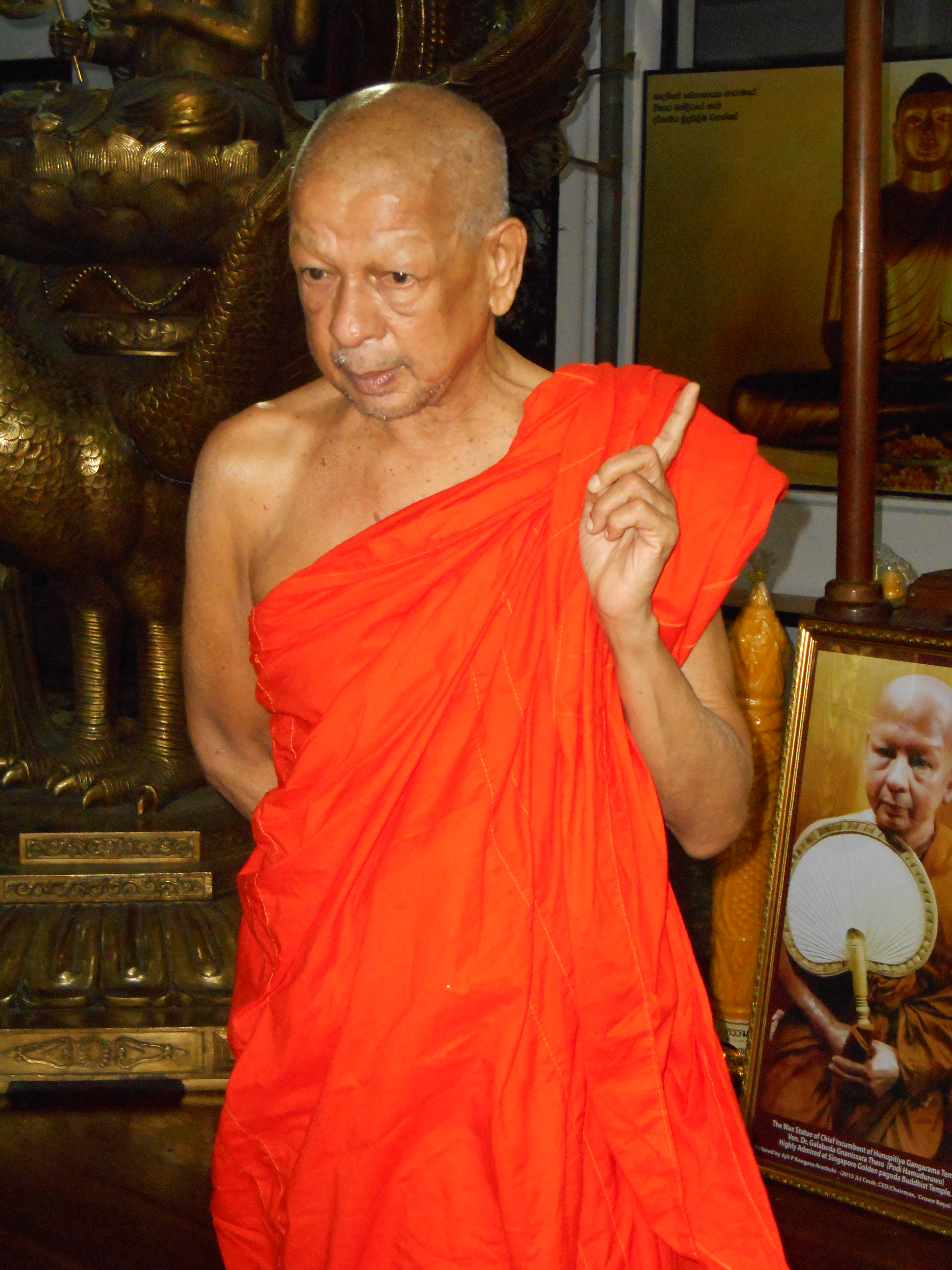
Galboda Gnanissara Thera, el cap del temple Gangarama

Gangaramaya és un temple dels més importants a Colombo, Sri Lanka, sent una barreja d'arquitectura moderna i essència cultural.

## Arquitectura
L'arquitectura del temple demostra una barreja de arquitectures de Sri Lanka, Tailàndia, Índia i Xina.
Aquest temple budista inclou molts edificis i és situat no lluny de les aigües del llac Beira en una trama de terra que era al principi una ermita petita en una peça de terra pantanosa. Té les característiques principals d'un Vihara (temple), amb la Cetiya (Pagada), l'arbre de Buda, el Mandiraya, el Seema malaka (sala d'assemblea dels monjos) i la cambra de la Relíquia. A més a més, un museu, una biblioteca, una sala residencial, un Pirivena de tres plantes, sales educatives i una sala d'almoines.
El més notable pels turistes és l'arquitectura de la capella Simamalaka la qual va ser construïda amb donacions d'un patrocinador musulmà sobre disseny de Geoffrey Bawa.

## Història
Don Bastian (de Silva Jayasuriya Goonewardane, Mudaliyar), un mercader famós del segle xix que buscava una terra adequada per construir un temple pel Matara Sri Dharmarama thero, va comprar una peça bonica de terra pertanyent a musulmans locals i va preparar la terra amb moltes despeses. La terra estava rodejada pels dos costats pel Moragoda Ela i el Pettigala Ela i allí es va construir el temple, el qual era subsegüentment anomenat el Padawthota Gangaramaya Viharaya. El Mudaliyar, amb l'assistència del poble, va construir un gran 'Chaitya' (Dagaba) de 30 Riyans, i va construir un arc decoratiu (thorana) i un ésandakada pahana' modelat sobre el trobat a Anuradhapura, a l'entrada del temple. Un 'Bo' el plançó del qual fou portat pel gran Sri Maha Bhodiya d'Anuradhapura, fou també plantat amb les seves pròpies mans. També va construir un sala de predicació de tres plantes i les parets i el fossa al voltant del temple.